# Жужелица Шренка
Жужелица Шренка (Carabus schrencki) — вид жуков из семейства жужелиц. Видовое название дано в честь Леопольда Ивановича Шренка — российского зоолога, геолога и этнолога.

## Описание
Жук длиной 23—26 мм, самцы меньше самок. Надкрылья изумрудно-зелёные, переднеспинка и голова медно-красные, бронзово-зелёные или бронзовые. Надкрылья с характерной скульптурой: по три ряда чёрных удлиненных бугорков; порой данные бугорки соединены между собой перемычками, образуя ячеистый рисунок. Надкрылья сросшиеся, их вершины округленные. Нижняя сторона тела металлически-фиолетовая или красноватая. Ноги металлически-черные, у самцов на передних лапках три первых членика расширены.
Является хищником. Основу рациона составляют беспозвоночные животные, включая насекомых, дождевых червей, наземных моллюсков.
Жуки встречается с мая по сентябрь. Генерация однолетняя. Сезон размножения в начале лета, жуки появляются из куколок к августу и зимуют в почве.

## Ареал и местообитание
Обитает в Приморском крае, на юге Хабаровского края, также встречается в Корее и Северо-Восточном Китае. Является горно-лесным видом. Обитает в предгорьях и в долинах рек, в смешанных лесах.

## Охрана
Занесена в Красные книги Хабаровского края и Амурской области. Является кандидатом для занесения в Красную книгу Российской Федерации.